# سيباستيان مونسترولو
عمر سيباستيان مونسترولو (ولد في 30 مارس 1983 في سان فرانسيسكو، الأرجنتين) هو مهاجم كرة قدم أرجنتيني.

## حياته المهنية
ولد مونستيرولو في سان فرانسيسكو، قرطبة، وبدأ لعب كرة القدم في نادي بوكا جونيورز وبانفيلد قبل أن يظهر لأول مرة في تورنيو أرجنتينو أ مع سبورتيفو بيلجرانو في مسقط رأسه خلال عام 2004. ولعب أيضًا في تورنيو أرجنتينو أ مع جوفينتود يونيدا دي جواليجوايتشو قبل أن ينتقل إلى الخارج للعب في الهند والكويت وماليزيا ومالطا. بعد عودته إلى الأرجنتين انضم إلى العديد من فرق الدوري الأدنى، بما في ذلك أليم دي ريو كوارتو، كروسيرو ديل نورتي، سارمينتو دي ليونز، سنترال نورتي و 9 دي خوليو دي رافاييلا.
في عام 2005، كان يلعب لصالح نادي إم بي بي جيه سيلانجور لكرة القدم الماليزي، في الدوري الماليزي الممتاز.
في موسم 2007/08 كان يلعب لصالح نادي فاليتا لكرة القدم في الدوري المالطي الممتاز.
ظهر مونتيسترولو في سبع مباريات بالدوري ومباراتين في الكأس أثناء اللعب مع نادي هابويل بني اللد في الدوري الإسرائيلي لكرة القدم خلال عام 2008.
في عام 2009، انتقل إلى الهند ووقع عقدًا مع نادي إيست بنغال، الذي يتنافس في الدوري الهندي الممتاز.
لعب مونسترولو آخر مرة مع نادي 9 دي خوليو دي رافاييلا في بطولة فيدرال ب (المستوى الرابع الإقليمي لكرة القدم الأرجنتينية) خلال عام 2016.